# Francesco Morlacchi
Francesco Morlacchi, född 14 juni 1784 i Perugia, död 28 oktober 1841 i Innsbruck, italiensk tonsättare.
Han är från 1807 känd som operakompositör i Italien och var 1810-41 kapellmästare vid italienska operan i Dresden, där han propagerade för Italiensk operamusik, medan Carl Maria von Weber, som var kapellmästare i samma stad, kämpade för den tyska operans utveckling. Emellertid tog Morlacchi i sin stil något intryck av den tyska musiken. Han komponerade ett tjugotal, mestadels komiska operor samt 11 mässor, 3 oratorier med mera. En biografi över honom skrevs 1860 av Rossi-Scotti.